# Droylsden
Droylsden är en ort i distriktet Tameside, Storbritannien. Den ligger i grevskapet Greater Manchester och riksdelen England, i den centrala delen av landet, 260 km nordväst om huvudstaden London. Droylsden ligger 100 meter över havet och antalet invånare är 23 689.
Terrängen runt Droylsden är platt åt sydväst, men åt nordost är den kuperad. Runt Droylsden är det mycket tätbefolkat, med 2 103 invånare per kvadratkilometer. Närmaste större samhälle är Manchester, 6,1 km väster om Droylsden. Runt Droylsden är det i huvudsak tätbebyggt.